# Saint-Rémy-l'Honoré
Saint-Rémy-l'Honoré är en kommun i departementet Yvelines i regionen Île-de-France i norra Frankrike. Kommunen ligger i kantonen Montfort-l'Amaury som tillhör arrondissementet Rambouillet. År 2022 hade Saint-Rémy-l'Honoré 1 689 invånare.

## Befolkningsutveckling
Antalet invånare i kommunen Saint-Rémy-l'Honoré
| Referens: INSEE |